# Huitième district congressionnel du Massachusetts
Le 8e district du Congrès du Massachusetts est situé dans l'est du Massachusetts, y compris une partie de Boston. Il est représenté par le Démocrate Stephen Lynch. Pendant un mandat au Congrès (1791–1793), il a servi de district d'origine du District du Maine. Les limites des districts ont été considérablement modifiées, à partir des élections de 2012, en raison du redécoupage après le recensement de 2010, l'ancien 8e district étant en grande partie déplacé vers le nouveau 7e district. Le nouveau 8e district comprend de nombreuses communautés de l'ancien 9e district, ainsi que certaines communautés les plus à l'est du comté de Norfolk et les communautés les plus au nord du comté de Plymouth de l'ancien 10e district.
Ce district a la particularité d'être le seul jamais représenté par quelqu'un qui avait auparavant été président des États-Unis, car John Quincy Adams a occupé ce poste après avoir quitté la présidence de 1843 jusqu'à sa mort en 1848.

## Géographie

### Comté de Bristol(1)
Easton

### Comté de Norfolk(12)
Avon, Braintree, Canton, Dedham, Holbrook, Milton (en partie; également dans le 7e), Quincy, Stoughton, Walpole (inclut Walpole CDP), Westwood, Weymouth

### Comté de Plymouth(7)
Abington, Brockston, East Bridgewater, Hingham (inclut Hingham CDP), Hull, West Bridgewater, Whitman

### Comté de Suffolk(1)
Boston (en partie; également dans le 7e)

## Historique de vote
| Année | Poste     | Résultats               |
| ----- | --------- | ----------------------- |
| 2000  | Président | Gore 72,0 % - 17,0 %    |
| 2004  | Président | Kerry 79,0 % - 19,0 %   |
| 2008  | Président | Obama 58,0 % - 40,5 %   |
| 2012  | Président | Obama 57,8 % - 40,8 %   |
| 2016  | Président | Clinton 60,4 % - 34,4 % |
| 2020  | Président | Biden 66,0 % - 32,0 %   |

## Liste des Représentants du district
| Membre                          | Parti                 | Années                             | Congrès     | Histoire électorale | Zone géographique |
| ------------------------------- | --------------------- | ---------------------------------- | ----------- | --- | --- |
| District établit le 4 mars 1789 |                       |                                    |             | | |
| Jonathan Grout (en)             | Anti-Administration   | 4 mars 1789 - 3 mars 1791          | 1er         | Élu en 1788. Redécoupage vers le 7e district et perds sa réélection. | 1789–1793 Comté de Worcester |
| Vacant                          | Vacant                | 4 mars 1791 - 4 avril 1791         | 2e          | | 1789–1793 Comté de Worcester |
| George Thatcher (en)            | Pro Administration    | 4 avril 1791 - 3 mars 1793         | 2e          | Redécoupage vers le 6e district et réélu en 1791. Redécoupage vers le 4e district. | 1789–1793 Comté de Worcester |
| District inactif                | District inactif      | 4 mars 1793 - 3 mars 1795          | 3e          | | |
| Fisher Ames                     | Fédéraliste           | 4 mars 1795 - 3 mars 1797          | 4e          | Redécoupage vers le 1er district et réélu en 1794. Retrait. | 1795–1803 "1er District Central" |
| Harrison Gray Otis              | Fédéraliste           | 4 mars 1797 - 3 mars 1801          | 6e          | Élu en 1796. Réélu en 1798. Retrait. | 1795–1803 "1er District Central" |
| William Eustis                  | Républicain-Démocrate | 4 mars 1801 - 3 mars 1803          | 7e          | Élu en 1800. Redécoupage vers le 1er district. | 1795–1803 "1er District Central" |
| Lemuel Williams (en)            | Fédéraliste           | 4 mars 1803 - 3 mars 1805          | 8e          | Redécoupage depuis le 5e district et réélu en 1802. Perds sa réélection. | 1803–1815 "District de Barnstable" |
| Isaiah L. Green (en)            | Républicain-Démocrate | 4 mars 1805 - 3 mars 1809          | 9e , 10e    | Élu en 1804. Réélu en 1806. Retrait. | 1803–1815 "District de Barnstable" |
| Gideon Gardner (en)             | Républicain-Démocrate | 4 mars 1809 - 3 mars 1811          | 11e         | Élu en 1808. Retrait. | 1803–1815 "District de Barnstable" |
| Isaiah L. Green (en)            | Républicain-Démocrate | 4 mars 1811 - 3 mars 1813          | 12e         | Élu en 1810. Perds sa réélection. | 1803–1815 "District de Barnstable" |
| John Reed Jr. (en)              | Fédéraliste           | 4 mars 1813 - 3 mars 1815          | 13e         | Élu en 1812. Redécoupage vers le 9e district. | 1803–1815 "District de Barnstable" |
| William Baylies (en)            | Fédéraliste           | 4 mars 1815 - 3 mars 1817          | 14e         | Redécoupage vers le 7e district et réélu en 1814. Retrait. | 1815–1823 "District de Plymouth" |
| Zabdiel Sampson (en)            | Républicain-Démocrate | 4 mars 1817 - 26 juillet 1820      | 15e , 16e   | Élu en 1817 sur un deuxième bulletin. Démissionne pour devenir Collecteur des Douanes à Plymouth. | 1815–1823 "District de Plymouth" |
| Vacant                          | Vacant                | 26 juillet 1820 - 24 novembre 1820 | 16e         | | 1815–1823 "District de Plymouth" |
| Aaron Hobart (en)               | Républicain-Démocrate | 24 novembre 1820 - 3 mars 1823     | 16e , 17e   | Élu en 1820. Réélu sur un second bulletin pour terminer le mandat de Sampson en 1820. Redécoupage vers le 11e district. | 1815–1823 "District de Plymouth" |
| Samuel Lathrop (en)             | Fédéraliste           | 4 mars 1823 - 3 mars 1825          | 18e , 19e   | Redécoupage depuis le 5e district et réélu en 1822. Réélu en 1825 sur un troisième bulletin. | 1823–1833 "District d'Hampden" |
| Samuel Lathrop (en)             | Anti-Jacksonien       | 4 mars 1825 - 3 mars 1827          | 18e , 19e   | Redécoupage depuis le 5e district et réélu en 1822. Réélu en 1825 sur un troisième bulletin. | 1823–1833 "District d'Hampden" |
| Isaac C. Bates (en)             | Anti-Jacksonien       | 4 mars 1827 - 3 mars 1835          | 20e - 23e   | Élu en 1827 sur un troisième bulletin | 1823–1833 "District d'Hampden" |
| Isaac C. Bates (en)             | Anti-Jacksonien       | 4 mars 1827 - 3 mars 1835          | 20e - 23e   | Élu en 1827 sur un troisième bulletin | 1833–1843 |
| William C. Calhoun (en)         | Anti-Jacksonien       | 4 mars 1835 - 3 mars 1837          | 24e - 27e   | Élu en 1834. Réélu en 1836. Réélu en 1838. Réélu en 1840. Retrait. | |
| William C. Calhoun (en)         | Whig                  | 4 mars 1837 - 3 mars 1843          | 24e - 27e   | Élu en 1834. Réélu en 1836. Réélu en 1838. Réélu en 1840. Retrait. | |
| John Quincy Adams               | Whig                  | 4 mars 1843 - 23 février 1848      | 28e - 30e   | Redécoupage depuis le 12e district et réélu en 1842. Réélu en 1844. Réélu en 1846. Décès. | 1843–185 Toutes les villes du Comté de Norfolk ; Abington, North Bridgewater, Hingham et Hull, dans le Comté de Plymouth ; et Brighton, Holliston, Natick, Newton et Sherburne, dans le Comté de Middlesex |
| Vacant                          | Vacant                | 24 février 1848 - 2 avril 1848     | 30e         | | 1843–185 Toutes les villes du Comté de Norfolk ; Abington, North Bridgewater, Hingham et Hull, dans le Comté de Plymouth ; et Brighton, Holliston, Natick, Newton et Sherburne, dans le Comté de Middlesex |
| Horace Mann                     | Whig                  | 3 avril 1848 - 3 mars 1853         | 30e - 32e   | Élu pour terminer le mandat d'Adams. Réélu en 1848. Réélu en 1850. | 1843–185 Toutes les villes du Comté de Norfolk ; Abington, North Bridgewater, Hingham et Hull, dans le Comté de Plymouth ; et Brighton, Holliston, Natick, Newton et Sherburne, dans le Comté de Middlesex |
| Tappan Wentworth (en)           | Whig                  | 4 mars 1853 - 3 mars 1855          | 33e         | Élu en 1852. | 1853–1863 La ville de Lowell et les villages d'Acton, Ashby, Ashland, Bedford, Billerica, Boxborough, Carlisle, Chelmsford, Concord, Dracut, Dunstable, Framingham, Groton, Hopkinton, Lincoln, Littleton, Marlborough, Natick, Pepperell, Shirley, Stow , Sudbury, Tewksbury, Townsend, Tyngsborough, Wayland. Westford et Weston, dans le Comté de Middlesex ; et les villages de Berlin, Bolton, Harvard, Lunenburg, Northborough, Southborough et Westborough, dans le Comté de Worcester. |
| Chauncey L. Knapp (en)          | Know Nothing          | 4 mars 1855 - 3 mars 1857          | 34e , 35e   | Élu en 1854. Réélu en 1856. | 1853–1863 La ville de Lowell et les villages d'Acton, Ashby, Ashland, Bedford, Billerica, Boxborough, Carlisle, Chelmsford, Concord, Dracut, Dunstable, Framingham, Groton, Hopkinton, Lincoln, Littleton, Marlborough, Natick, Pepperell, Shirley, Stow , Sudbury, Tewksbury, Townsend, Tyngsborough, Wayland. Westford et Weston, dans le Comté de Middlesex ; et les villages de Berlin, Bolton, Harvard, Lunenburg, Northborough, Southborough et Westborough, dans le Comté de Worcester. |
| Chauncey L. Knapp (en)          | Républicain           | 4 mars 1857 - 3 mars 1859          | 34e , 35e   | Élu en 1854. Réélu en 1856. | 1853–1863 La ville de Lowell et les villages d'Acton, Ashby, Ashland, Bedford, Billerica, Boxborough, Carlisle, Chelmsford, Concord, Dracut, Dunstable, Framingham, Groton, Hopkinton, Lincoln, Littleton, Marlborough, Natick, Pepperell, Shirley, Stow , Sudbury, Tewksbury, Townsend, Tyngsborough, Wayland. Westford et Weston, dans le Comté de Middlesex ; et les villages de Berlin, Bolton, Harvard, Lunenburg, Northborough, Southborough et Westborough, dans le Comté de Worcester. |
| Charles R. Train (en)           | Républicain           | 4 mars 1859 - 3 mars 1863          | 36e , 37e   | Élu en 1858. Réélu en 1860. | 1853–1863 La ville de Lowell et les villages d'Acton, Ashby, Ashland, Bedford, Billerica, Boxborough, Carlisle, Chelmsford, Concord, Dracut, Dunstable, Framingham, Groton, Hopkinton, Lincoln, Littleton, Marlborough, Natick, Pepperell, Shirley, Stow , Sudbury, Tewksbury, Townsend, Tyngsborough, Wayland. Westford et Weston, dans le Comté de Middlesex ; et les villages de Berlin, Bolton, Harvard, Lunenburg, Northborough, Southborough et Westborough, dans le Comté de Worcester. |
| John D. Baldwin (en)            | Républicain           | 4 mars 1863 - 3 mars 1869          | 38e - 40e   | Élu en 1862. Réélu en 1864. Réélu en 1866. | 1863–1873 |
| George F. Hoar (en)             | Républicain           | 4 mars 1869 - 3 mars 1873          | 41e , 42e   | Élu en 1868. Réélu en 1870. Redécoupage vers le 9e district. | 1863–1873 |
| John M. S. Williams (en)        | Républicain           | 4 mars 1873 - 3 mars 1875          | 43e         | Élu en 1872. | 1873–1883 Ashland, Quartiers 22, 23, 25, Boston, Brookline, Cambridge, Dedham, Douvres, Framingham, Franklin, Holliston, Hopkinton, Medfield, Medway, Milford, Natick, Needham, Newton, Norwood, Sherborn, Southboro', Watertown, Wayland, et Weston. |
| William W. Warren (en)          | Démocrate             | 4 mars 1875 - 3 mars 1877          | 44e         | Élu en 1874. Perds sa réélection. | 1873–1883 Ashland, Quartiers 22, 23, 25, Boston, Brookline, Cambridge, Dedham, Douvres, Framingham, Franklin, Holliston, Hopkinton, Medfield, Medway, Milford, Natick, Needham, Newton, Norwood, Sherborn, Southboro', Watertown, Wayland, et Weston. |
| William Claflin                 | Républicain           | 4 mars 1877 - 3 mars 1881          | 45e , 46e   | Élu en 1876. Réélu en 1878. Retrait. | 1873–1883 Ashland, Quartiers 22, 23, 25, Boston, Brookline, Cambridge, Dedham, Douvres, Framingham, Franklin, Holliston, Hopkinton, Medfield, Medway, Milford, Natick, Needham, Newton, Norwood, Sherborn, Southboro', Watertown, Wayland, et Weston. |
| John W. Candler (en)            | Républicain           | 4 mars 1881 - 3 mars 1883          | 47e         | Élu en 1880. | 1873–1883 Ashland, Quartiers 22, 23, 25, Boston, Brookline, Cambridge, Dedham, Douvres, Framingham, Franklin, Holliston, Hopkinton, Medfield, Medway, Milford, Natick, Needham, Newton, Norwood, Sherborn, Southboro', Watertown, Wayland, et Weston. |
| William A. Russell (en)         | Républicain           | 4 mars 1883 - 3 mars 1885          | 48e         | Redécoupage depuis le 7e district et réélu en 1882. | 1883–1893 |
| Charles H. Allen (en)           | Républicain           | 4 mars 1885 - 3 mars 1889          | 49e , 50e   | Élu en 1884. Réélu en 1886. Retrait. | 1883–1893 |
| Frederic T. Greenhalge          | Républicain           | 4 mars 1889 - 3 mars 18931         | 51e         | Élu en 1888. Perds sa réélection. | 1883–1893 |
| Moses T. Stevens (en)           | Démocrate             | 4 mars 1891 - 3 mars 1893          | 52e         | Élu en 1890. Redécoupage vers le 5e district. | 1883–1893 |
| Samuel W. McCall                | Républicain           | 4 mars 1893 - 3 mars 1913          | 53e - 62e   | Élu en 1892. Réélu en 1894. Réélu en 1896. Réélu en 1898. Réélu en 1900. Réélu en 1902. Réélu en 1904. Réélu en 1906. Réélu en 1908. Réélu en 1910.                                                                                | 1893–1903 Arlington, Boston (Quartiers 9, 10 et 11), Cambridge, Medford, Somerville et Winchester. |
| Samuel W. McCall                | Républicain           | 4 mars 1893 - 3 mars 1913          | 53e - 62e   | Élu en 1892. Réélu en 1894. Réélu en 1896. Réélu en 1898. Réélu en 1900. Réélu en 1902. Réélu en 1904. Réélu en 1906. Réélu en 1908. Réélu en 1910.                                                                                | 1903–1913Arlington, Belmont, Cambridge, Medford, Somerville, Winchester et Woburn. |
| Frederick Simpson Deitrick (en) | Démocrate             | 4 mars 1913 - 3 mars 1915          | 63e         | Élu en 1912. | 1913–1933 Comté de Middlesex: Arlington, Belmont, Cambridge, Lexington, Medford, Melrose, Stoneham, Wakefield, Watertown et Winchester. |
| Frederick W. Dallinger (en)     | Républicain           | 4 mars 1915 - 3 mars 1925          | 64e - 68e   | Élu en 1914. Réélu en 1916. Réélu en 1918. Réélu en 1920. Réélu en 1922. | 1913–1933 Comté de Middlesex: Arlington, Belmont, Cambridge, Lexington, Medford, Melrose, Stoneham, Wakefield, Watertown et Winchester. |
| Harry I. Thayer (en)            | Républicain           | 4 mars 1925 - 10 mars 1926         | 69e         | Élu en 1924. Décès. | 1913–1933 Comté de Middlesex: Arlington, Belmont, Cambridge, Lexington, Medford, Melrose, Stoneham, Wakefield, Watertown et Winchester. |
| Vacant                          | Vacant                | 10 mars 1926 - 2 novembre 1926     | 69e         | | 1913–1933 Comté de Middlesex: Arlington, Belmont, Cambridge, Lexington, Medford, Melrose, Stoneham, Wakefield, Watertown et Winchester. |
| Frederick W. Dallinger (en)     | Républicain           | 2 novembre 1926 - 1er octobre 1932 | 69e - 72e   | Élu pour terminer le mandat de Thayer. Réélu en 1928. Réélu en 1930. Démissionne pour devenir Juge à la Cour des Douanes des États-Unis.                                                                                           | 1913–1933 Comté de Middlesex: Arlington, Belmont, Cambridge, Lexington, Medford, Melrose, Stoneham, Wakefield, Watertown et Winchester. |
| Vacant                          | Vacant                | 1er octobre 1932 - 3 mars 1933     | 72e         | | 1913–1933 Comté de Middlesex: Arlington, Belmont, Cambridge, Lexington, Medford, Melrose, Stoneham, Wakefield, Watertown et Winchester. |
| Arthur D. Healey (en)           | Démocrate             | 4 mars 1933 - 3 août 1942          | 73e - 77e   | Élu en 1932. Réélu en 1934. Réélu en 1936. Réélu en 1938. Réélu en 1940. Démissionne pour devenir Juge à la Cour de District des États-Unis pour le Massachusetts.                                                                 | 1933–1943 Cambridge (Quartiers 2 et 3), Everett, Malden, Medford, Somerville. |
| Vacant                          | Vacant                | 3 août 1942 - 3 janvier 1943       | 77e         | | 1933–1943 Cambridge (Quartiers 2 et 3), Everett, Malden, Medford, Somerville. |
| Angier Goodwin (en)             | Républicain           | 3 janvier 1943 - 3 janvier 1955    | 78e - 83e   | Élu en 1942. Réélu en 1944. Réélu en 1946. Réélu en 1948. Réélu en 1950. Réélu en 1952. Perds sa réélection. | 1943–1953 Everett, Lynnfield, Malden, Medford, Melrose, N. Reading, Reading, Saugus, Somerville (Quartiers 4, 5, 6 et 7), Stoneham, Wakefield. |
| Angier Goodwin (en)             | Républicain           | 3 janvier 1943 - 3 janvier 1955    | 78e - 83e   | Élu en 1942. Réélu en 1944. Réélu en 1946. Réélu en 1948. Réélu en 1950. Réélu en 1952. Perds sa réélection. | 1953–1963 |
| Torbert H. Macdonald (en)       | Démocrate             | 3 janvier 1955 - 3 janvier 1963    | 84e - 87e   | Élu en 1954. Réélu en 1956. Réélu en 1958. Réélu en 1960. Redécoupage vers le 7e district. | |
| Tip O'Neill                     | Démocrate             | 3 janvier 1963 - 3 janvier 1987    | 88e - 99e   | Redécoupage depuis le 11e district et réélu en 1962. Réélu en 1964. Réélu en 1966. Réélu en 1968. Réélu en 1970. Réélu en 1972. Réélu en 1974. Réélu en 1976. Réélu en 1978. Réélu en 1980. Réélu en 1982. Réélu en 1984. Retrait. | 1963–1973 Boston (Quartiers 1, 2, 3, 21 et 22), Brookline, Cambridge, Somerville. |
| Tip O'Neill                     | Démocrate             | 3 janvier 1963 - 3 janvier 1987    | 88e - 99e   | Redécoupage depuis le 11e district et réélu en 1962. Réélu en 1964. Réélu en 1966. Réélu en 1968. Réélu en 1970. Réélu en 1972. Réélu en 1974. Réélu en 1976. Réélu en 1978. Réélu en 1980. Réélu en 1982. Réélu en 1984. Retrait. | 1973–1983 Arlington, Belmont, Boston (Quartiers 1, 2, 5, 21 et 22), Cambridge, Somerville, Watertown. |
| Tip O'Neill                     | Démocrate             | 3 janvier 1963 - 3 janvier 1987    | 88e - 99e   | Redécoupage depuis le 11e district et réélu en 1962. Réélu en 1964. Réélu en 1966. Réélu en 1968. Réélu en 1970. Réélu en 1972. Réélu en 1974. Réélu en 1976. Réélu en 1978. Réélu en 1980. Réélu en 1982. Réélu en 1984. Retrait. | 1983–1993 Arlington, Belmont, Boston (Quartiers 1, 2, 4, 5, 21 et 22), Cambridge, Somerville, Waltham, Watertown. |
| Joe Kennedy II (en)             | Démocrate             | 3 janvier 1987 - 3 janvier 1999    | 100e - 105e | Élu en 1986. Réélu en 1988. Réélu en 1990. Réélu en 1992. Réélu en 1994. Réélu en 1996. Retrait. | |
| Joe Kennedy II (en)             | Démocrate             | 3 janvier 1987 - 3 janvier 1999    | 100e - 105e | Élu en 1986. Réélu en 1988. Réélu en 1990. Réélu en 1992. Réélu en 1994. Réélu en 1996. Retrait. | 1993–2003 Belmont, Boston (Quartiers 1, 2, 4, 5, 9, 10, 11, 12, 14, 15, 17, 18, 21 et 22), Cambridge, Chelsea, Somerville, Watertown. |
| Mike Capuano                    | Démocrate             | 3 janvier 1999 - 3 janvier 2013    | 106e - 112e | Élu en 1998. Réélu en 2000. Réélu en 2002. Réélu en 2004. Réélu en 2006. Réélu en 2008. Réélu en 2010. Redécoupage vers le 7e district.                                                                                            | |
| Mike Capuano                    | Démocrate             | 3 janvier 1999 - 3 janvier 2013    | 106e - 112e | Élu en 1998. Réélu en 2000. Réélu en 2002. Réélu en 2004. Réélu en 2006. Réélu en 2008. Réélu en 2010. Redécoupage vers le 7e district.                                                                                            | 2003–2013 Dans le Comté de Middlesex : Cambridge et Sommerville. Dans le Comté de Suffolk : Boston : Quartiers 1, 2, Quartier 3, Precincts 1 à 4, 7, 8, Quartier 4, Quartier 5, Districts 1, 2, 6 à 10, Quartiers 7, District 10, Quartiers 8 à 12, Quartier 13, District 1, 2, 4 à 6, Quartiers 14, Quartiers 15, Districts 1 à 5, 7 à 9, Quartiers 16, Districts 1, 3, Quartiers 17, District 1 à 3, 5 à 12; Quartier 18, Districts 1 à 8, 13–15, 21, Quartier 19, Districts 1, 3 à 6, 8, 9, Quartiers 21 et 22, (le reste de Boston est dans le 9e district) et Chelsea. |
| Stephen Lynch                   | Démocrate             | 3 janvier 2013 - Présent           | 113e - 118e | Redécoupage depuis le 9e district et réélu en 2012. Réélu en 2014. Réélu en 2016. Réélu en 2018. Réélu en 2020. Réélu en 2022. | 2013–2023 Dans le Comté de Bristol: Districts 1 et 2 à Raynham. Dans le Comté de Norfolk : Avon, Braintree, Canton, Cohasset, Dedham, Holbrook, Milton: Districts 2 à 4, et 6 à 9, Norwood, Quincy, Randolph, Stoughton, Walpole, Westwood et Weymouth. Dans le Comté de Plymouth : Abington, Bridgewater, Brockston, East Bridgewater, Hingham, Hull, Scituate, West Bridgewater et Whitman. Dans le Comté de Suffolk : Boston, Quartier 3: Districts 1–6; Quartier 5: Districts 3–5, 11; Quartier 6, Quartier 7: Districts 1–9, Quartier 11: Districts 9 et 10, Quartier 13: Districts 3, 7, et 10, Quartier 16: Districts 2, 5, 7, 9, 10, et 12, Quartier 19: Districts 1 à 6, 8, et 9, et Quartier 20: Districts 1, 2 et 4 à 20. |
| Stephen Lynch                   | Démocrate             | 3 janvier 2013 - Présent           | 113e - 118e | Redécoupage depuis le 9e district et réélu en 2012. Réélu en 2014. Réélu en 2016. Réélu en 2018. Réélu en 2020. Réélu en 2022. | 2023–Présent |

## Résultats des récentes élections
Voici les résultats des dix précédents cycles électoraux dans le district.

### 2004
| Élection de 2004 du 8e district congressionnel du Massachusetts | Élection de 2004 du 8e district congressionnel du Massachusetts | Élection de 2004 du 8e district congressionnel du Massachusetts | Élection de 2004 du 8e district congressionnel du Massachusetts | Élection de 2004 du 8e district congressionnel du Massachusetts |
| --------------------------------------------------------------- | --------------------------------------------------------------- | --------------------------------------------------------------- | --------------------------------------------------------------- | --------------------------------------------------------------- |
| Parti                                                           | Parti                                                           | Candidat                                                        | Votes                                                           | %                                                               |
|                                                                 | Démocrate                                                       | Mike Capuano (sortant)                                          | 165 852                                                         | 98,7                                                            |
|                                                                 | Write-In                                                        | Write-In                                                        | 2229                                                            | 1,3                                                             |
|                                                                 | Votes Blancs                                                    | Votes Blancs                                                    | 47 719                                                          | 0,0                                                             |
| Total des votes                                                 | Total des votes                                                 | Total des votes                                                 | 215 800                                                         | 100%                                                            |
|                                                                 | Les Démocrates conservent                                       |                                                                 |                                                                 |                                                                 |

### 2006
| Élection de 2006 du 8e district congressionnel du Massachusetts | Élection de 2006 du 8e district congressionnel du Massachusetts | Élection de 2006 du 8e district congressionnel du Massachusetts | Élection de 2006 du 8e district congressionnel du Massachusetts | Élection de 2006 du 8e district congressionnel du Massachusetts |
| --------------------------------------------------------------- | --------------------------------------------------------------- | --------------------------------------------------------------- | --------------------------------------------------------------- | --------------------------------------------------------------- |
| Parti                                                           | Parti                                                           | Candidat                                                        | Votes                                                           | %                                                               |
|                                                                 | Démocrate                                                       | Mike Capuano (sortant)                                          | 125 167                                                         | 90,65                                                           |
|                                                                 | Travailleurs socialistes                                        | Laura Garza                                                     | 12 390                                                          | 8,99                                                            |
| Total des votes                                                 | Total des votes                                                 | Total des votes                                                 | 137 557                                                         | 100%                                                            |
|                                                                 | Les Démocrates conservent                                       |                                                                 |                                                                 |                                                                 |

### 2008
| Élection de 2008 du 8e district congressionnel du Massachusetts | Élection de 2008 du 8e district congressionnel du Massachusetts | Élection de 2008 du 8e district congressionnel du Massachusetts | Élection de 2008 du 8e district congressionnel du Massachusetts | Élection de 2008 du 8e district congressionnel du Massachusetts |
| --------------------------------------------------------------- | --------------------------------------------------------------- | --------------------------------------------------------------- | --------------------------------------------------------------- | --------------------------------------------------------------- |
| Parti                                                           | Parti                                                           | Candidat                                                        | Votes                                                           | %                                                               |
|                                                                 | Démocrate                                                       | Mike Capuano (sortant)                                          | 185 530                                                         | 98,6                                                            |
|                                                                 | Write-In                                                        | Write-In                                                        | 2722                                                            | 1,4                                                             |
|                                                                 | Votes Blancs                                                    | Votes Blancs                                                    | 55 761                                                          | 0,0                                                             |
| Total des votes                                                 | Total des votes                                                 | Total des votes                                                 | 244 013                                                         | 100%                                                            |
|                                                                 | Les Démocrates conservent                                       |                                                                 |                                                                 |                                                                 |

### 2010
| Élection de 2002 du 8e district congressionnel du Massachusetts | Élection de 2002 du 8e district congressionnel du Massachusetts | Élection de 2002 du 8e district congressionnel du Massachusetts | Élection de 2002 du 8e district congressionnel du Massachusetts | Élection de 2002 du 8e district congressionnel du Massachusetts |
| --------------------------------------------------------------- | --------------------------------------------------------------- | --------------------------------------------------------------- | --------------------------------------------------------------- | --------------------------------------------------------------- |
| Parti                                                           | Parti                                                           | Candidat                                                        | Votes                                                           | %                                                               |
|                                                                 | Démocrate                                                       | Mike Capuano (sortant)                                          | 134 974                                                         | 98,0                                                            |
|                                                                 | Write-In                                                        | Write-In                                                        | 2686                                                            | 2,0                                                             |
|                                                                 | Votes Blancs                                                    | Votes Blancs                                                    | 28 273                                                          | 0,0                                                             |
| Total des votes                                                 | Total des votes                                                 | Total des votes                                                 | 165 933                                                         | 100%                                                            |
|                                                                 | Les Démocrates conservent                                       |                                                                 |                                                                 |                                                                 |

### 2012
| Élection de 2012 du 8e district congressionnel du Massachusetts | Élection de 2012 du 8e district congressionnel du Massachusetts | Élection de 2012 du 8e district congressionnel du Massachusetts | Élection de 2012 du 8e district congressionnel du Massachusetts | Élection de 2012 du 8e district congressionnel du Massachusetts |
| --------------------------------------------------------------- | --------------------------------------------------------------- | --------------------------------------------------------------- | --------------------------------------------------------------- | --------------------------------------------------------------- |
| Parti                                                           | Parti                                                           | Candidat                                                        | Votes                                                           | %                                                               |
|                                                                 | Démocrate                                                       | Stephen Lynch (sortant)                                         | 263 999                                                         | 76,1                                                            |
|                                                                 | Républicain                                                     | Joe Selvaggi                                                    | 82 242                                                          | 23,7                                                            |
|                                                                 | Write-In                                                        | Write-In                                                        | 570                                                             | 0,2                                                             |
| Total des votes                                                 | Total des votes                                                 | Total des votes                                                 | 346 811                                                         | 100%                                                            |
|                                                                 | Les Démocrates conservent                                       |                                                                 |                                                                 |                                                                 |

### 2014
| Élection de 2014 du 8e district congressionnel du Massachusetts | Élection de 2014 du 8e district congressionnel du Massachusetts | Élection de 2014 du 8e district congressionnel du Massachusetts | Élection de 2014 du 8e district congressionnel du Massachusetts | Élection de 2014 du 8e district congressionnel du Massachusetts |
| --------------------------------------------------------------- | --------------------------------------------------------------- | --------------------------------------------------------------- | --------------------------------------------------------------- | --------------------------------------------------------------- |
| Parti                                                           | Parti                                                           | Candidat                                                        | Votes                                                           | %                                                               |
|                                                                 | Démocrate                                                       | Stephen Lynch (sortant)                                         | 200 644                                                         | 98,7                                                            |
|                                                                 | Write-In                                                        | Write-In                                                        | 2707                                                            | 1,3                                                             |
| Total des votes                                                 | Total des votes                                                 | Total des votes                                                 | 203 351                                                         | 100%                                                            |
|                                                                 | Les Démocrates conservent                                       |                                                                 |                                                                 |                                                                 |

### 2016
| Élection de 2014 du 8e district congressionnel du Massachusetts | Élection de 2014 du 8e district congressionnel du Massachusetts | Élection de 2014 du 8e district congressionnel du Massachusetts | Élection de 2014 du 8e district congressionnel du Massachusetts | Élection de 2014 du 8e district congressionnel du Massachusetts |
| --------------------------------------------------------------- | --------------------------------------------------------------- | --------------------------------------------------------------- | --------------------------------------------------------------- | --------------------------------------------------------------- |
| Parti                                                           | Parti                                                           | Candidat                                                        | Votes                                                           | %                                                               |
|                                                                 | Démocrate                                                       | Stephen Lynch (sortant)                                         | 271 019                                                         | 72,4                                                            |
|                                                                 | Républicain                                                     | William Burke                                                   | 102 744                                                         | 27,5                                                            |
|                                                                 | Write-In                                                        | Write-In                                                        | 502                                                             | 0,1                                                             |
| Total des votes                                                 | Total des votes                                                 | Total des votes                                                 | 374 265                                                         | 100%                                                            |
|                                                                 | Les Démocrates conservent                                       |                                                                 |                                                                 |                                                                 |

### 2018
| Élection de 2018 du 8e district congressionnel du Massachusetts | Élection de 2018 du 8e district congressionnel du Massachusetts | Élection de 2018 du 8e district congressionnel du Massachusetts | Élection de 2018 du 8e district congressionnel du Massachusetts | Élection de 2018 du 8e district congressionnel du Massachusetts |
| --------------------------------------------------------------- | --------------------------------------------------------------- | --------------------------------------------------------------- | --------------------------------------------------------------- | --------------------------------------------------------------- |
| Parti                                                           | Parti                                                           | Candidat                                                        | Votes                                                           | %                                                               |
|                                                                 | Démocrate                                                       | Stephen Lynch (sortant)                                         | 259 159                                                         | 98,4                                                            |
|                                                                 | Write-In                                                        | Write-In                                                        | 4148                                                            | 1,6                                                             |
| Total des votes                                                 | Total des votes                                                 | Total des votes                                                 | 263 307                                                         | 100%                                                            |
|                                                                 | Les Démocrates conservent                                       |                                                                 |                                                                 |                                                                 |

### 2020
| Élection de 2020 du 8e district congressionnel du Massachusetts | Élection de 2020 du 8e district congressionnel du Massachusetts | Élection de 2020 du 8e district congressionnel du Massachusetts | Élection de 2020 du 8e district congressionnel du Massachusetts | Élection de 2020 du 8e district congressionnel du Massachusetts |
| --------------------------------------------------------------- | --------------------------------------------------------------- | --------------------------------------------------------------- | --------------------------------------------------------------- | --------------------------------------------------------------- |
| Parti                                                           | Parti                                                           | Candidat                                                        | Votes                                                           | %                                                               |
|                                                                 | Démocrate                                                       | Stephen Lynch (sortant)                                         | 310 940                                                         | 80,7                                                            |
|                                                                 | Indépendant                                                     | Jonathan D. Lott                                                | 72 060                                                          | 18,7                                                            |
|                                                                 | Write-In                                                        | Write-In                                                        | 2401                                                            | 0,6                                                             |
| Total des votes                                                 | Total des votes                                                 | Total des votes                                                 | 385 401                                                         | 100%                                                            |
|                                                                 | Les Démocrates conservent                                       |                                                                 |                                                                 |                                                                 |

### 2022
| Primaire Démocrate de 2022 du 8e district congressionnel du Massachusetts | Primaire Démocrate de 2022 du 8e district congressionnel du Massachusetts | Primaire Démocrate de 2022 du 8e district congressionnel du Massachusetts | Primaire Démocrate de 2022 du 8e district congressionnel du Massachusetts | Primaire Démocrate de 2022 du 8e district congressionnel du Massachusetts |
| ------------------------------------------------------------------------- | ------------------------------------------------------------------------- | ------------------------------------------------------------------------- | ------------------------------------------------------------------------- | ------------------------------------------------------------------------- |
| Parti                                                                     | Parti                                                                     | Candidat                                                                  | Votes                                                                     | %                                                                         |
|                                                                           | Démocrate                                                                 | Stephen Lynch (sortant)                                                   | 73 191                                                                    | 99,0                                                                      |
|                                                                           | Write-In                                                                  | Write-In                                                                  | 715                                                                       | 1,0                                                                       |

| Primaire Républicaine de 2022 du 8e district congressionnel du Massachusetts | Primaire Républicaine de 2022 du 8e district congressionnel du Massachusetts | Primaire Républicaine de 2022 du 8e district congressionnel du Massachusetts | Primaire Républicaine de 2022 du 8e district congressionnel du Massachusetts | Primaire Républicaine de 2022 du 8e district congressionnel du Massachusetts |
| ---------------------------------------------------------------------------- | ---------------------------------------------------------------------------- | ---------------------------------------------------------------------------- | ---------------------------------------------------------------------------- | ---------------------------------------------------------------------------- |
| Parti                                                                        | Parti                                                                        | Candidat                                                                     | Votes                                                                        | %                                                                            |
|                                                                              | Républicain                                                                  | Robert Burke                                                                 | 19 173                                                                       | 73,0                                                                         |
|                                                                              | Républicain                                                                  | Hamilton Soares Rodrigues                                                    | 6977                                                                         | 26,6                                                                         |
|                                                                              | Write-In                                                                     | Write-In                                                                     | 124                                                                          | 0,5                                                                          |

| Élection de 2022 du 8e district congressionnel du Massachusetts | Élection de 2022 du 8e district congressionnel du Massachusetts | Élection de 2022 du 8e district congressionnel du Massachusetts | Élection de 2022 du 8e district congressionnel du Massachusetts | Élection de 2022 du 8e district congressionnel du Massachusetts |
| --------------------------------------------------------------- | --------------------------------------------------------------- | --------------------------------------------------------------- | --------------------------------------------------------------- | --------------------------------------------------------------- |
| Parti                                                           | Parti                                                           | Candidat                                                        | Votes                                                           | %                                                               |
|                                                                 | Démocrate                                                       | Stephen Lynch (sortant)                                         | 189 987                                                         | 69,7                                                            |
|                                                                 | Républicain                                                     | Robert Burke                                                    | 82 126                                                          | 30,1                                                            |
|                                                                 | Write-In                                                        | Write-In                                                        | 451                                                             | 0,2                                                             |
| Total des votes                                                 | Total des votes                                                 | Total des votes                                                 | 272 564                                                         | 100%                                                            |
|                                                                 | Les Démocrates conservent                                       |                                                                 |                                                                 |                                                                 |

### 2024
| Primaire Démocrate de 2024 du 8e district congressionnel du Massachusetts | Primaire Démocrate de 2024 du 8e district congressionnel du Massachusetts | Primaire Démocrate de 2024 du 8e district congressionnel du Massachusetts | Primaire Démocrate de 2024 du 8e district congressionnel du Massachusetts | Primaire Démocrate de 2024 du 8e district congressionnel du Massachusetts |
| ------------------------------------------------------------------------- | ------------------------------------------------------------------------- | ------------------------------------------------------------------------- | ------------------------------------------------------------------------- | ------------------------------------------------------------------------- |
| Parti                                                                     | Parti                                                                     | Candidat                                                                  | Votes                                                                     | %                                                                         |
|                                                                           | Démocrate                                                                 | Stephen Lynch (sortant)                                                   | 64 761                                                                    | 98,7                                                                      |
|                                                                           | Write-In                                                                  | Write-In                                                                  | 861                                                                       | 1,3                                                                       |

| Primaire Républicaine de 2024 du 8e district congressionnel du Massachusetts | Primaire Républicaine de 2024 du 8e district congressionnel du Massachusetts | Primaire Républicaine de 2024 du 8e district congressionnel du Massachusetts | Primaire Républicaine de 2024 du 8e district congressionnel du Massachusetts | Primaire Républicaine de 2024 du 8e district congressionnel du Massachusetts |
| ---------------------------------------------------------------------------- | ---------------------------------------------------------------------------- | ---------------------------------------------------------------------------- | ---------------------------------------------------------------------------- | ---------------------------------------------------------------------------- |
| Parti                                                                        | Parti                                                                        | Candidat                                                                     | Votes                                                                        | %                                                                            |
|                                                                              | Républicain                                                                  | Robert Burke                                                                 | 10 335                                                                       | 46,1                                                                         |
|                                                                              | Républicain                                                                  | James Govatsos                                                               | 6216                                                                         | 27,7                                                                         |
|                                                                              | Républicain                                                                  | Daniel Kelly                                                                 | 5761                                                                         | 25,7                                                                         |
|                                                                              | Write-In                                                                     | Write-In                                                                     | 127                                                                          | 0,6                                                                          |

| Élection de 2024 du 8e district congressionnel du Massachusetts | Élection de 2024 du 8e district congressionnel du Massachusetts | Élection de 2024 du 8e district congressionnel du Massachusetts | Élection de 2024 du 8e district congressionnel du Massachusetts | Élection de 2024 du 8e district congressionnel du Massachusetts |
| --------------------------------------------------------------- | --------------------------------------------------------------- | --------------------------------------------------------------- | --------------------------------------------------------------- | --------------------------------------------------------------- |
| Parti                                                           | Parti                                                           | Candidat                                                        | Votes                                                           | %                                                               |
|                                                                 | Démocrate                                                       | Stephen Lynch (sortant)                                         | 265 432                                                         | 70,4                                                            |
|                                                                 | Républicain                                                     | Robert Burke                                                    | 110 638                                                         | 29,4                                                            |
|                                                                 | Write-In                                                        | Write-In                                                        | 760                                                             | 0,2                                                             |
| Total des votes                                                 | Total des votes                                                 | Total des votes                                                 | 376 830                                                         | 100%                                                            |
|                                                                 | Les Démocrates conservent                                       |                                                                 |                                                                 |                                                                 |

### Cartes
- Map of Massachusetts's 8th Congressional District, via Massachusetts Secretary of the Commonwealth

### Résultats d'élections
- CNN.com 2004 election results
- CNN.com 2006 election results